# 1915 en Alberta
Chronologie de l'Alberta
- 1911
- 1912
- 1913
- 1914
- 1915
- 1916
- 1917
- 1918
- 1919

Cette page concerne des événements qui se sont produits durant l'année 1915 dans la province canadienne de l'Alberta.

## Politique

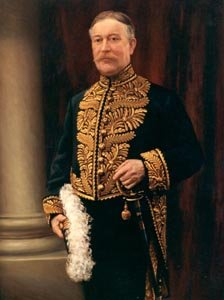
Robert George Brett

- Premier ministre :  Arthur Lewis Sifton du Libéral
- Chef de l'Opposition :
- Lieutenant-gouverneur : George Hedley Vicars Bulyea (en) puis Robert George Brett
- Législature :

## Événements
- Inauguration de l'Hôtel Macdonald à Edmonton.

- 21 février : Nellie McClung présente une pétition à l'Assemblée législative de l'Alberta pour promouvoir le Droit de vote des femmes.

## Naissances
- 19 mars : Eddie Edward George Wares (né à Calgary - 29 février 1992), joueur professionnel canadien de hockey sur glace[1].